# Klodian Arbëri
Klodian Arbëri (ur. 10 października 1979 w Beracie) – albański piłkarz, król strzelców Kategorii Superiore z 2000 roku.

## Życie prywatne
Ma dwóch braci: Arbena i Theodhora.